# Zdeněk Susa
Zdeněk Susa (* 25. října 1942, Praha) je český lékař, evangelický kazatel, nakladatel a poutník.

## Život
Maturoval v roce 1960, poté vystudoval Fakultu všeobecného lékařství Univerzity Karlovy. Od roku 1966 působil jako lékař, měl pestrou praxi na různých pracovištích, vzhledem k angažmá k církvi byl opakovaně donucen ke změně místa (v letech 1966–1976 byl sekundárním lékařem-internistou v různých lázeňských a nemocničních zařízeních, od roku 1976 pracoval na pneumologické klinice v Praze). Proto CSc. až v roce 1991, habilitace v roce 1993. Habilitoval prací Elektrokardiografická diagnóza chronického cor pulmonale. Do roku 2009 učil vnitřní lékařství na 1. lékařské fakultě Univerzity Karlovy v Praze. Zabývá se zvláště dýchacími funkcemi, plicními nemocemi a vztahy mezi plícemi a srdcem. Zároveň působí také na Jaboku – Vyšší odborné škole sociálně pedagogické a teologické v Praze a jako externí učitel v bakalářském studiu na Evangelické teologické fakultě Univerzity Karlovy v Praze. Od roku 1990 byl také členem Centrální etické komise Ministerstva zdravotnictví České republiky.
Byl a je různě činný v Českobratrské církvi evangelické, od roku 1970 jako redaktor církevních tiskovin (např. časopisu Český bratr), pak ve vedení mládeže, od roku 1983 ordinovaný presbyter (ordinován byl 20. února 1983 v Dejvicích). Od roku 1990 seniorátní kurátor pražského seniorátu ČCE, v letech 1991–1997 synodní kurátor.
V letech 1992–2002 byl členem Rady Českého rozhlasu (1992–1997 její předseda), v letech 1998–2002 členem koordinační rady Česko-německého diskusního fóra. V letech 2005–2006 předseda správní rady Hospice Štrasburk v Praze.
Ve svém nakladatelství vydal od roku 1995 zatím na 70 titulů.
V letech 1991–1996 putoval po etapách z Prahy do Santiaga de Compostela a vydal o tom knihu Ultreia. V letech 2005–2009 opět po etapách došel do Assisi a Říma.
Po listopadu 1989 zakládal Křesťanskodemokratickou stranu, jejímž byl zvolen prvním místopředsedou. Záhy však politické angažmá přenechal jiným.
1. října 1994 byl při slavnostní mši pasován na komtura řádu sv. Lazara Jeruzalémského.